# フロリダ映画批評家協会賞 国際映画賞
フロリダ映画批評家協会賞 国際映画賞（Florida Film Critics Circle Award for Best International Film）は、フロリダ映画批評家協会によって贈られる賞の一つである。2021年までの名称は外国語映画賞（Best Foreign Language Film）。

## 受賞作品
| 開催年 | 題名 原題                                                | 監督                                    | 製作国                   |
| ------ | -------------------------------------------------------- | --------------------------------------- | ------------------------ |
| 1996年 | リディキュール Ridicule                                  | パトリス・ルコント                      | フランス                 |
| 1997年 | Shall we ダンス?                                         | 周防正行                                | 日本                     |
| 1998年 | ライフ・イズ・ビューティフル La vita è bella             | ロベルト・ベニーニ                      | イタリア                 |
| 1999年 | ラン・ローラ・ラン Lola rennt                            | トム・ティクヴァ                        | ドイツ                   |
| 2000年 | グリーン・デスティニー 臥虎蔵龍                          | アン・リー                              | 台湾                     |
| 2001年 | アメリ Le Fabuleux Destin d'Amélie Poulain               | ジャン＝ピエール・ジュネ                | フランス                 |
| 2002年 | 天国の口、終りの楽園。 Y tu mamá también                 | アルフォンソ・キュアロン                | メキシコ                 |
| 2003年 | 列車に乗った男 L'Homme du train                          | パトリス・ルコント                      | フランス                 |
| 2004年 | ロング・エンゲージメント Un long dimanche de fiançailles | ジャン＝ピエール・ジュネ                | フランス                 |
| 2005年 | カンフーハッスル 功夫                                    | チャウ・シンチー                        | 香港                     |
| 2006年 | パンズ・ラビリンス El laberinto del fauno                | ギレルモ・デル・トロ                    | メキシコ                 |
| 2007年 | 潜水服は蝶の夢を見る Le scaphandre et le papillon        | ジュリアン・シュナーベル                | フランス                 |
| 2008年 | ぼくのエリ 200歳の少女 Låt den rätte komma in            | トーマス・アルフレッドソン              | スウェーデン             |
| 2009年 | 闇の列車、光の旅 Sin nombre                              | キャリー・ジョージ・フクナガ            | メキシコ アメリカ合衆国  |
| 2010年 | ミラノ、愛に生きる Io sono l'amore                       | ルカ・グァダニーノ                      | イタリア                 |
| 2011年 | 私が、生きる肌 La piel que habito                        | ペドロ・アルモドバル                    | スペイン                 |
| 2012年 | 最強のふたり Intouchables                                | エリック・トレダノ オリヴィエ・ナカシュ | フランス                 |
| 2013年 | アデル、ブルーは熱い色 La vie d'Adele ? Chapitres 1 et 2 | アブデラティフ・ケシシュ                | フランス                 |
| 2014年 | ザ・レイド GOKUDO The Raid 2: Berandal                   | ギャレス・エヴァンス                    | インドネシア             |
| 2015年 | 黒衣の刺客 刺客 聶隱娘                                   | ホウ・シャオシェン                      | 台湾                     |
| 2016年 | エル ELLE Elle                                           | ポール・バーホーベン                    | フランス ベルギー ドイツ |
| 2017年 | BPM ビート・パー・ミニット 120 battements par minute     | ロバン・カンピヨ                        | フランス                 |
| 2018年 | 万引き家族                                               | 是枝裕和                                | 日本                     |
| 2019年 | 燃ゆる女の肖像 Portrait de la jeune fille en feu         | セリーヌ・シアマ                        | フランス                 |